# Vuelo 700Z de Cathay Pacific
El vuelo 700Z de Cathay Pacific fue un vuelo de Singapur a Hong Kong británico (Hoy parte de China) vía Bangkok, Tailandia. En el cual un avión Convair 880 se desbarató y cayó en una zona montañosa a las afueras de Pleiku, Vietnam del Sur (Hoy Vietnam) la tarde del 15 de junio de 1972. Se determinó que la causa había sido un artefacto explosivo, probablemente ubicado dentro de la cabina de pasajeros. Un sospechoso del atentado fue absuelto en el juicio.

## Vuelo y explosión
El vuelo 700Z de la aerolínea bandera de Hong Kong parte del antiguo Aeropuerto Internacional de Singapur (Ahora la Base Aérea Paya Lebar) con destino final en el Aeropuerto Internacional Kai Tak de Hong Kong británico, pero antes tienen una escala en el Aeropuerto Internacional Don Mueang de Bangkok, Tailandia, operando un tetrareactor Convair 880. 
Ya después de su escala en Bangkok y estando en vuelo crucero, a las 05:42 horas GMT (12:42 hora local), el vuelo hizo contacto con Saigon ACC de la Survietnam. A las 05:44, la tripulación realizó una transmisión de rutina actualizando el progreso de su ruta y agregó que esperaban llegar a su próximo punto de ruta a las 06:06 GMT. Esta fue la última transmisión recibida del vuelo. Después de eso, el Convair 880 explota y se desintegra en pleno vuelo, sus restos cayeron exparcidos por los terrenos montañosos de la Vietnam del Sur, ninguna de las 81 personas a bordo sobrevivieron.

## Investigación
Los restos se ubicaron en un terreno "ligeramente boscoso", aún en llamas, poco después de que Saigon ACC perdiera contacto. Aunque se recuperaron dos cuerpos casi de inmediato, la presencia de fuerzas hostiles en las cercanías hizo muy difícil examinar los restos en profundidad. La dispersión de escombros sugirió que el avión se había partido en tres grandes secciones, con los puntos de ruptura casi exactamente a lo largo de la parte delantera y trasera de la caja del ala, antes de tocar el suelo, y la relativa cercanía de estas secciones sugería que esta ruptura se había producido a baja altura. Otros escombros, incluidos dos motores y el estabilizador horizontal, se podían ver más lejos de los helicópteros, pero no se podía llegar a ellos a pie debido a la actividad bélica. Se recuperó y leyó el registrador de datos de vuelo de la aeronave; mostró que el avión volaba en curso a 29.000 pies (8.800 m) a una velocidad de 310 nudos (570 km / h) hasta las 05:59 GMT (1259 hora local), momento en el que los datos registrados se volvieron absurdos durante 30 segundos antes de detenerse por completo. La aeronave no estaba equipada con una grabadora de voz en la cabina.
Al examinar los escombros disponibles, pronto quedó claro que la aeronave había sufrido algún tipo de problema estructural y pérdida de control en altitud de crucero, y que la ruptura a baja altura se debió a la sobrecarga de la aeronave durante un descenso incontrolado. Los escombros del fuselaje central y la raíz del ala derecha mostraban signos de "salpicaduras" explosivas, y el tanque de combustible número 3 mostraba signos de que se había roto antes de la ruptura a baja altura inferida de la distribución de los restos. El estabilizador vertical mostró signos de haber sido golpeado por "al menos un cuerpo y posiblemente algunos asientos", y el estabilizador horizontal también mostró signos de estar dañado por escombros en el aire. Muchos cuerpos no fueron recuperados, posiblemente porque habían sido expulsados muy temprano en esta secuencia. Sin poder examinar mejor los restos y sin datos de vuelo válidos de los momentos finales del vuelo, no se sabe qué sucedió exactamente después de las 05:59 GMT. Lo que es evidente es que algún tipo de dispositivo explosivo, probablemente ubicado dentro de la cabina de pasajeros cerca de la caja del ala derecha, detonó en ese momento, causando daños desconocidos pero catastróficos a la aeronave, incluidos, entre otros, los daños encontrados en el estabilizador horizontal y vertical. La aeronave probablemente descendió rápidamente de manera "errática". En un punto indeterminado de este descenso, el estabilizador horizontal se separó por completo del avión y, finalmente, el fuselaje se rompió en las tres secciones inicialmente encontradas por los buscadores.

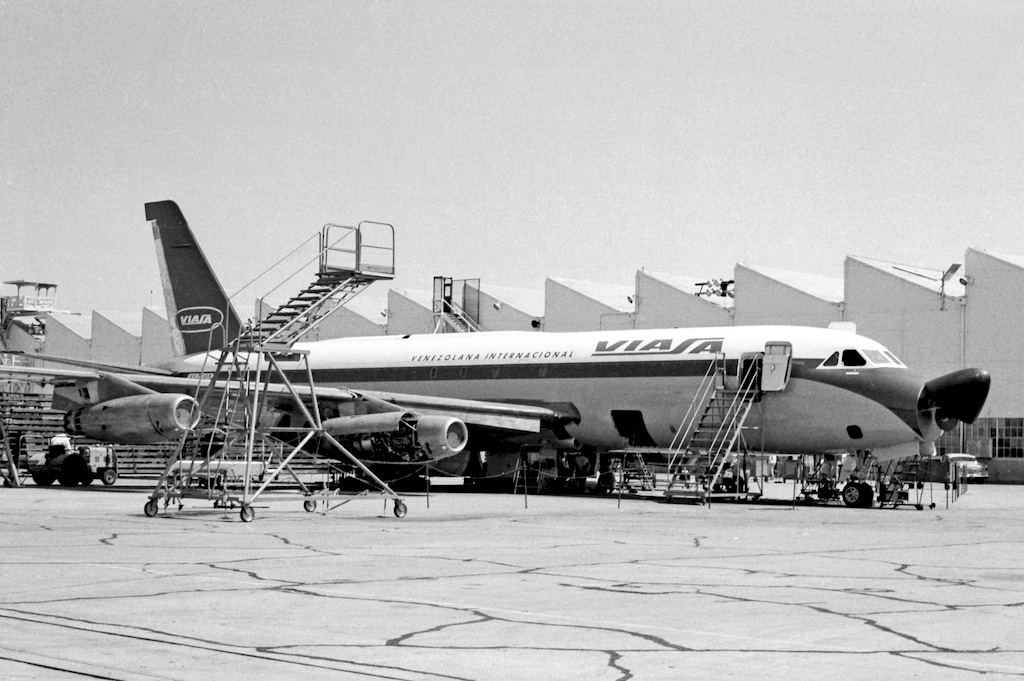
El avión involucrado en el accidente fotografiado en 1961, mientras aún estaba en servicio con Viasa.